# Armand Borel

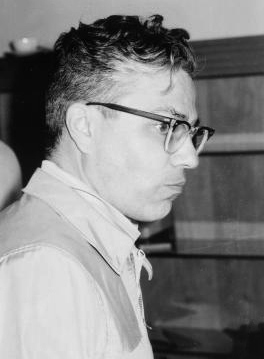
Armand Borel (1967)

Armand Borel (* 21. Mai 1923 in La Chaux-de-Fonds, Schweiz; † 11. August 2003 in Princeton, USA) war ein Schweizer Mathematiker.

## Leben
Borel, der Neffe von Émile Borel, besuchte die Schule in Genf sowie mehrere Privatschulen. Er studierte ab 1942 an der ETH Zürich Mathematik und Physik, insbesondere bei den Topologen Heinz Hopf und Eduard Stiefel, mit dem Diplom bei Stiefel 1947. Das Studium wurde vom Militärdienst unterbrochen. 1947 bis 1949 war er Assistent an der ETH. 1949/50 war er in Paris bei Henri Cartan und Jean Leray mit einem CNRS-Stipendium. Dort lernte er auch die Mitglieder des Bourbaki-Kreises und ihre Schüler kennen (Jean Dieudonné, Laurent Schwartz, Roger Godement, Pierre Samuel, Jacques Dixmier)  und befreundete sich mit vielen davon, insbesondere Jean-Pierre Serre. Bald darauf wurde er selbst Mitglied von Bourbaki. Leray wurde der Doktorvater von Borel (Dissertation 1952 in Paris: Sur la cohomologie des espaces fibrés principaux et des espaces homogènes de groupes de Lie compacts). Dazwischen war er 1950 bis 1952 Lehrstuhlvertreter in Genf und hielt Vorlesungen an der ETH Zürich, die zu einem Buch über die Ideen Lerays in der Topologie führten (Cohomologie des espaces localement compacts, d’après J. Leray). Von Genf und Zürich reiste er häufig nach Paris. 1952 heiratete er Gabrielle («Gaby») Aline Pittet, mit der er zwei Töchter hatte.
1952 bis 1954 war er am Institute for Advanced Study in Princeton, wo er u. a. mit Friedrich Hirzebruch zusammenarbeitete. 1954 studierte er an der University of Chicago bei André Weil, von dem er vor allem algebraische Geometrie und Zahlentheorie lernte, und 1955 bis 1957 arbeitete er als Professor an der ETH Zürich. Von 1957 bis 1993 war er Professor am Institute for Advanced Study in Princeton. Daneben war er 1983–1986 Professor an der ETH und zusammen mit Jürgen Moser 1984 bis 1986 Direktor des dortigen Forschungsinstituts für Mathematik und hatte ausserdem zahlreiche Gastprofessuren, z. B. in Indien am Tata Institute of Fundamental Research in Bombay (1961, 1983, 1990) und in Hongkong 1999 bis 2001. Er reiste viel und hatte Wohnsitze sowohl in Princeton als auch am Genfersee.

## Werk
Er befasste sich anfangs in Zürich und Paris mit der Topologie von Lie-Gruppen. Dabei wandte er die Spektralsequenzen von Jean Leray auf die Topologie der Liegruppen und ihrer klassifizierenden Räume («classifying spaces») an. Diese Räume klassifizieren Faserbündel (in der Physik Eichtheorien) mit Lie-Gruppen G als Strukturgruppen. Die Kohomologiegruppen dieser Räume liefern die charakteristischen Klassen, z. B. im Fall der unitären Gruppen die Chernklassen.
Er war (mit Serre) Hauptautor des Bandes über Lie-Gruppen und Lie-Algebren von Bourbaki (erschienen in mehreren Teilen ab 1960). Dieses Buch unterscheidet sich deutlich in seinem Reichtum an «konkreten» Details von den anderen, meist sehr abstrakten Bourbaki-Bänden.
Neben seinen Arbeiten in algebraischer Topologie und in der Theorie der Lie-Gruppen beschäftigte er sich mit algebraischen Gruppen, wobei er u. a. mit Jacques Tits zusammenarbeitete, und mit arithmetischen Gruppen (u. a. Zusammenarbeit mit Harish-Chandra). Seine Arbeiten über algebraische Gruppen Mitte der 1950er Jahre änderten das ganze Gebiet und ermöglichten es Claude Chevalley, halbeinfache Gruppen über beliebigen algebraisch abgeschlossenen Körpern zu klassifizieren. Mit Friedrich Hirzebruch im Fall der unitären Gruppe und allgemein mit André Weil zeigte er, dass sich die Charakterformeln von Hermann Weyl für die irreduziblen Darstellungen von zusammenhängenden kompakten Lie-Gruppen G aus dem Satz von Hirzebruch-Riemann-Roch ergeben, angewandt auf die (algebraische) Quotientengruppe G/T (T = maximaler Torus von G), die die Faser im Faserbündel der zugehörigen klassifizierenden Räume von G und T ist. Auf den Fasern operiert die Weylgruppe der Lie-Algebra (Vertauschungsgruppe der Wurzeln), was im Falle der unitären Gruppe die symmetrische Gruppe ist, mit einer zugehörigen Zerlegung der Faser in Fahnenmannigfaltigkeiten. Die nach Borel benannte Borel-Untergruppe H einer algebraischen Gruppe ist dadurch definiert, dass der homogene Raum G/H projektiv und so «klein» wie möglich ist. Beispiel: G = allgemeine lineare Gruppe GL(n), H = Raum der oberen Dreiecks-Matrizen, wobei H eine maximal auflösbare Untergruppe ist und die «parabolischen Gruppen» P zwischen H und G die Fahnenmannigfaltigkeiten (flag manifolds) bilden. Von ihm stammt auch der Dichtheitssatz von Borel.
Gleichzeitig bewiesen Hirzebruch und Borel in ihrer Arbeit von 1958, dass ein orientierbares Faserbündel genau dann eine Spin-Struktur auf einer Mannigfaltigkeit definiert, wenn die zweite Stiefel-Whitney-Klasse des Bündels verschwindet.
Auf dem Gebiet der Gruppentheorie und ihrer Anwendung in der Zahlentheorie (z. B. im Sinne des Langlands-Programms) arbeitete er auch mit Jean-Pierre Serre zusammen. Mit diesem verfasste er auch einen Aufsatz, in dem Grothendiecks Verallgemeinerung des Riemann-Roch Theorems erstmals publiziert wurde.
In einer 1974 veröffentlichten Arbeit berechnete er die algebraische K-Theorie von Zahlkörpern und ihren Ganzheitsringen (bis auf Torsion). Nach ihm benannt ist der Borel-Regulator in der K-Theorie von Zahlkörpern.
Borel-Moore-Homologie ist eine Homologietheorie für lokalkompakte Räume, in der jede (nicht notwendig kompakte) orientierbare Mannigfaltigkeit eine Fundamentalklasse besitzt.
Gelegentlich wird auch äquivariante Homologie als Borel-Homologie bezeichnet.
Die Baily-Borel-Kompaktifizierung in der Theorie der algebraischen Geometrie ist nach ihm und Walter Baily benannt. Sie macht in Bezug auf spezielle arithmetische Gruppen symmetrische Quotientenräume kompakt (abgeschlossen, vervollständigt) und mit Modulformen darstellbar.
Nach Borel sind verschiedene Vermutungen benannt, zum Beispiel die Borel-Vermutung in der Topologie. Sie entstand aus einer Frage, die er 1953 Serre stellte, und besagt, dass geschlossene Mannigfaltigkeiten, deren höhere Homotopiegruppen verschwinden (asphärische Mannigfaltigkeiten) und deren Fundamentalgruppen isomorph sind, homöomorph seien. Die Vermutung ist offen. Eine weitere Borel-Vermutung betrifft die Berechnung der komplexen Kohomologie arithmetischer Gruppen, die nach der Vermutung durch spezielle automorphe Funktionen gegeben ist. Sie wurde durch Jens Franke bewiesen.

## Ehrungen und Mitgliedschaften
1992 erhielt er den Balzan-Preis. 1991 erhielt er den Leroy P. Steele Prize der American Mathematical Society. 1962 hielt er einen Plenarvortrag auf dem Internationalen Mathematikerkongress in Stockholm (Arithmetic Properties of Linear Algebraic Groups), und 1974 war er Invited Speaker auf dem ICM in Vancouver (Cohomology of arithmetic groups). 1978 erhielt er die Brouwer-Medaille. Er war Mitglied der American Academy of Arts and Sciences (seit 1977), der Académie des sciences (seit 1981), der American Philosophical Society (seit 1985) und der National Academy of Sciences (seit 1987).

## Sonstiges
Borel war sehr an Musik interessiert und organisierte u. a. Konzerte mit indischer und Jazz-Musik.

## Schriften
Bücher
- Œuvres (Collected Papers), 4 Bände, Springer 1983 bis 2001
- Topics in the homology theory of fibre bundles, Springer, Lecture notes in mathematics, 1967 (Chicago Lectures von 1954)
- Linear algebraic groups, New York, Benjamin 1969, Springer 1991
- Automorphic forms on SL 2(R), Cambridge University Press 1997
- Semisimple groups and Riemannian symmetric spaces, Hindustan Book Agency, Delhi 1998
- Herausgeber (mit Bill Casselman) und Mitautor: Automorphic forms, representations and L-functions. 2 Bde., AMS symposium in pure mathematics 1979, online hier: Automorphic Forms, Representations, and L-Functions / pspum31 und hier: Automorphic Forms, Representations, and L-Functions / pspum33.2
- Herausgeber (mit George Mostow) und Mitautor: Algebraic groups and discontinuous subgroups. AMS 1966 (Symposium in Pure Mathematics, Boulder/Colorado 1965), online hier: Algebraic Groups and Discontinuous Subgroups / pspum9
- Herausgeber und Mitautor: Seminar on complex multiplication (Institute of Advanced Study 1957/8), Springer 1966
- Représentations de groupes localement compacts, Springer, Lecture notes in mathematics 276, 1972
- Introduction aux groupes arithmétiques, Hermann, Paris 1969
- Herausgeber mit Nolan Wallach und Mitautor: Continuous cohomology, discrete subgroups and representations of reductive groups. Princeton 1980, 2. Aufl. AMS 2000 (Seminar in Princeton 1976/77)
- Intersection cohomology, Birkhäuser, Basel 1984
- Algebraic D-modules, Academic Press 1987
- Essays on the history of Lie groups and algebraic groups, American Mathematical Society, 2001
- mit Robert Friedman, John W. Morgan: Almost commuting elements in compact Lie groups, American Mathematical Society, 2002
- mit Lizhen Ji: Compactifications of symmetric and locally symmetric spaces. Birkhäuser, Basel 2006

Einige Aufsätze von Borel
- Sur la cohomologie des espaces fibrés principaux et des espaces homogènes de groupes de Lie compacts. In: Annals of Mathematics. Band 57, 1953, S. 115–207 (Dissertation).
- mit Friedrich Hirzebruch: Characteristic classes and homogeneous spaces. In: American Journal of Mathematics. Band 80, 1958, S. 458–538.
- mit Jean-Pierre Serre: La théorème de Riemann-Roch. In: Bulletin de la Société Mathématique de France. 1958.
- mit Walter Baily: Compactification of arithmetic quotients of bounded symmetric domains. In: Annals of Mathematics. Band 84, 1966, S. 442–528.
- Groupes linéaires algébriques. In: Annals of Mathematics. Band 64, 1956, S. 20–82.
- On the development of Lie group theory. In: Mathematical Intelligencer. Band 2, 1980, S. 67–72.
- 25 years with Bourbaki 1949–1973. In: Notices AMS. 1998, Heft 3, S. 373–380.
- Hermann Weyl and Lie groups. In: K. Chandrasekharan: Weyl centennary symposium. Springer 1985

## Fussnoten und Quellen
1. ↑  Juliette Kennedy: Can the continuum hypothesis be solved ? Institute for Advanced Study, 2011
2. ↑  Armand Borel im Mathematics Genealogy Project (englisch) abgerufen am 12. März 2025
3. ↑  Technisch: die Borel-Untergruppe ist eine maximale Zariski-abgeschlossene zusammenhängende auflösbare algebraische Untergruppe.

| Personendaten    | Personendaten          |
| ---------------- | ---------------------- |
| NAME             | Borel, Armand          |
| KURZBESCHREIBUNG | Schweizer Mathematiker |
| GEBURTSDATUM     | 21. Mai 1923           |
| GEBURTSORT       | La Chaux-de-Fonds      |
| STERBEDATUM      | 11. August 2003        |
| STERBEORT        | Princeton              |